# 진둥구

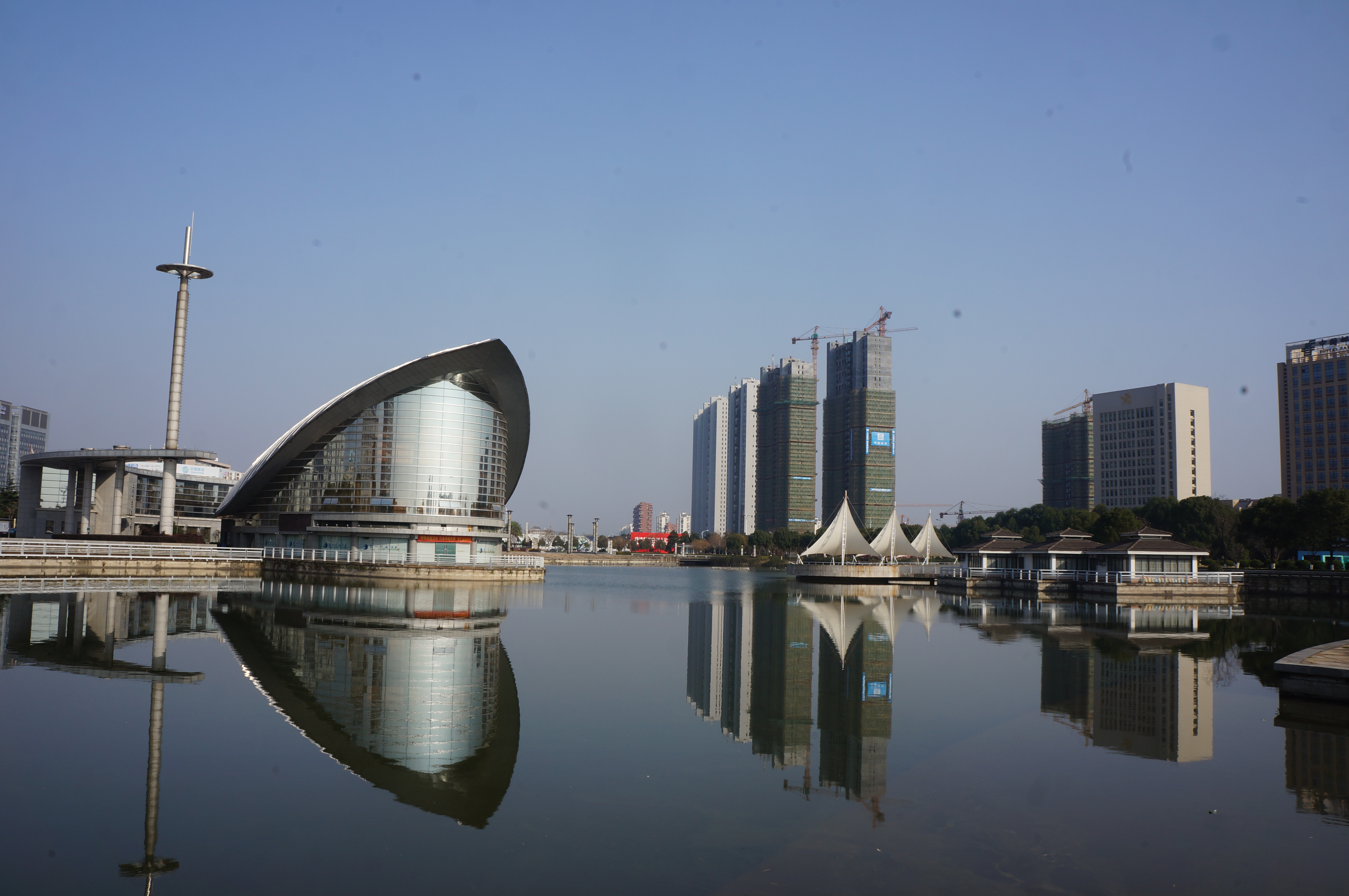

진둥구(한국어: 금동구, 중국어: 金东区, 병음: Jīndong Qū)는 중화인민공화국 저장성 진화시의 현급 행정구역이다. 넓이는 657km2이고, 인구는 2007년 기준으로 300,000명이다.

## 행정 구역
2개 가도, 8개 진, 1개 향을 관할한다.
- 가도: 多湖街道, 东孝街道.
- 진: 孝顺镇, 傅村镇, 曹宅镇, 澧浦镇, 岭下镇, 江东镇, 塘雅镇, 赤松镇.
- 향: 源东乡.